# Marlon
Marlon Santos da Silva Barbosa (Duque de Caxias, 7 september 1995) – alias Marlon – is een Braziliaans voetballer die doorgaans als centrale verdediger speelt. Hij verruilde FC Barcelona in augustus 2018 voor US Sassuolo.

## Clubcarrière
Marlon stroomde in 2014 door vanuit de jeugd van Fluminense. Hij debuteerde op 22 mei 2014 in de Braziliaanse Série A, tegen São Paulo. Twee dagen later kreeg hij zijn eerste basisplaats, tegen EC Bahia. Hij kwam in zijn tot twintig competitieduels. Marlon speelde in 2016 met Fluminense in de Primeira Liga.
Fluminense verhuurde Marlon in het seizoen 2016/17 aan FC Barcelona. Hij begon in het tweede elftal, in de Segunda División B. Hij speelde op 25 oktober 2016 zijn eerste officieuze wedstrijd voor de hoofdmacht van Barça. Hij kreeg een basisplaats in een wedstrijd om de Supercopa de Catalunya tegen RCD Espanyol. Zijn debuut in de UEFA Champions League volgde op 23 november 2016, als invaller voor Gerard Piqué tegen Celtic.

## Interlandcarrière
Marlon speelde in 2015 speelde Marlon dertien interlands voor Brazilië –20. Hij behoorde tot de selecties voor de Copa Américo –20 2015 in Uruguay en het WK –20 2015 in Nieuw-Zeeland. Op het WK was Marlon met Brazilië verliezend finalist.